# 25e division d'infanterie (Pologne)
Pour les articles homonymes, voir 25e division d’infanterie.

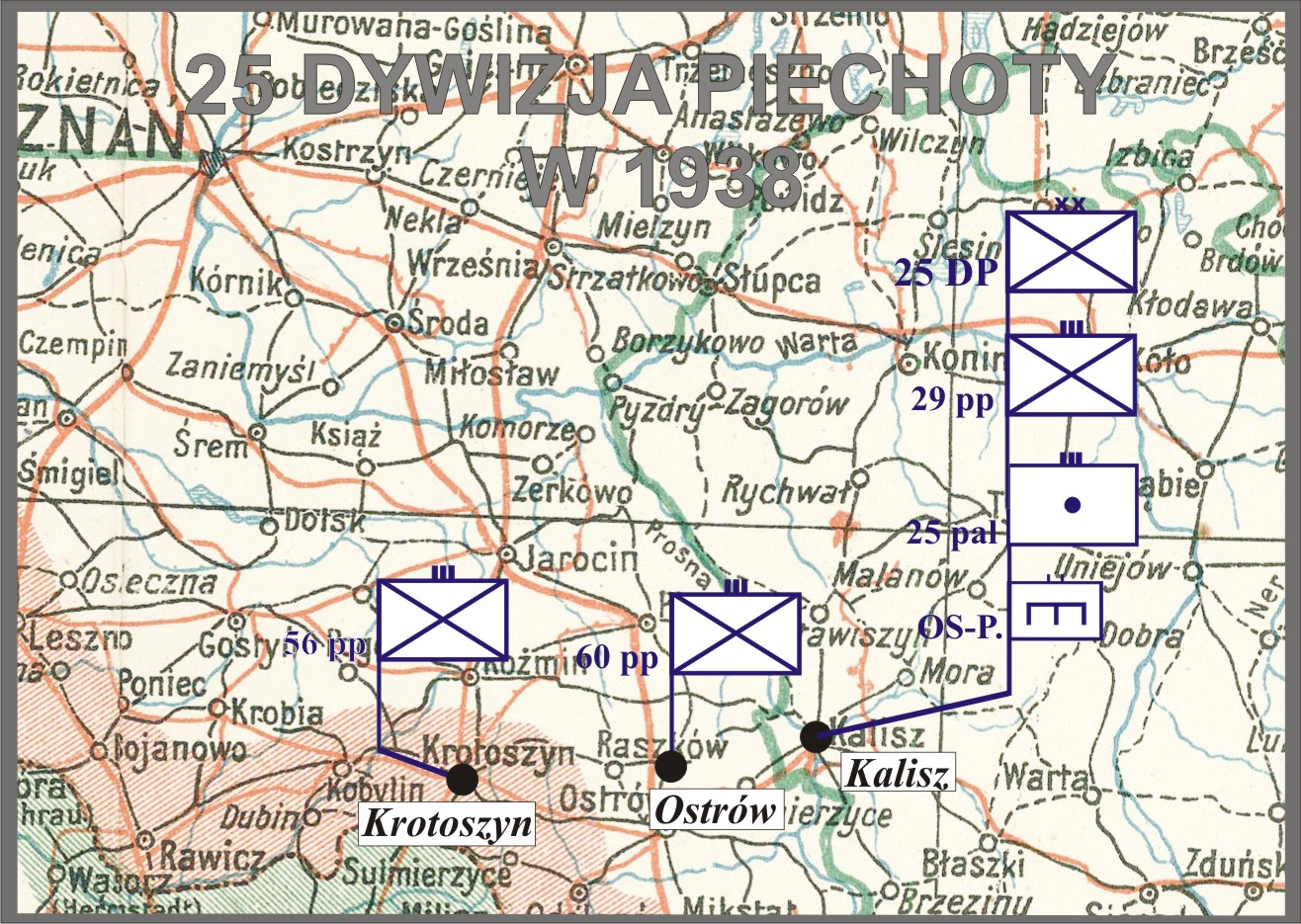
25 DP w 1938

La  25e division d’infanterie est une division d'infanterie de l'armée polonaise de la Seconde Guerre mondiale.

## Composition
- 29e régiment d'infanterie à Kalisz,
- 56e régiment d'infanterie à Krotoszyn,
- 60e régiment d'infanterie à Ostrów Wielkopolski.

## Théâtres d'opérations
- 1er septembre au 6 octobre 1939 : Campagne de Pologne